# Comté de Boyd (Nebraska)
Pour les articles homonymes, voir Comté de Boyd.
Le comté de Boyd est l'un des comtés du Nebraska. Le chef-lieu du comté se situe à Butte. Le comté a été fondé en 1891.

## Comtés adjacents
- comté de Charles Mix dans le Dakota du sud à l'est,
- comté de Knox au sud-est,
- comté de Holt au sud,
- comté de Rock au sud-ouest,
- comté de Keya Paha à l'ouest,
- comté de Gregory dans le Dakota du Sud au nord-ouest,

## Municipalités du comté
- Butte,